# Environnement en Libye
L'environnement en Libye est l'environnement (ensemble des éléments - biotiques ou abiotiques - qui entourent un individu ou une espèce et dont certains contribuent directement à subvenir à ses besoins) du pays Libye.

## La biodiversité en Libye
La Libye est une des zones de reproduction traditionnelles des tortues Caouanne, espèce protégées.
La Libye a été un État pionnier en Afrique du Nord en matière de protection des espèces, avec la création en 1975 de l’aire protégée d’El Kouf. La chute du régime de Mouammar Kadhafi a favorisé un intense braconnage : « Avant la chute de Kadhafi même les fusils de chasse étaient interdits. Mais depuis 2011, le braconnage s’opère avec des armes de guerre et des véhicules sophistiqués dans lesquels on peut trouver jusqu’à 200 têtes de gazelles tuées par des miliciens qui chassent pour passer le temps. On assiste aussi à l’émergence de chasseurs sans lien avec les tribus qui pratiquent traditionnellement l’exercice cynégétique. Ils abattent tout ce qu’ils trouvent, même pendant la période de reproduction. Plus de 500 000 oiseaux sont ainsi tués chaque année, quand les zones protégées ont été saisies par les chefs tribaux qui se les sont appropriés. Les animaux qui y vivaient ont tous disparu, chassés quand ils sont comestibles ou relâchés quand ils ne le sont pas », explique le zoologiste Khaled Ettaieb.

## Impacts sur les milieux naturels

### Pollutions

#### La pollution de l'eau
En septembre 2023, à la suite de la tempête Daniel, la ville de Derna, estimée détruite pour un quart, manque d’eau potable. Au moins 55 enfants ont été empoisonnés après avoir bu de l’eau polluée, selon l’OMS.

#### La gestion des déchets
Un habitant d'Afrique sub-aharienne génère en moyenne 165 kg de déchets par an et par habitants en 2023 (soit nettement moins que dans les pays plus riches). En Libye, la situation est plus nuancée.

## L'exposition aux risques

### Catastrophes naturelles

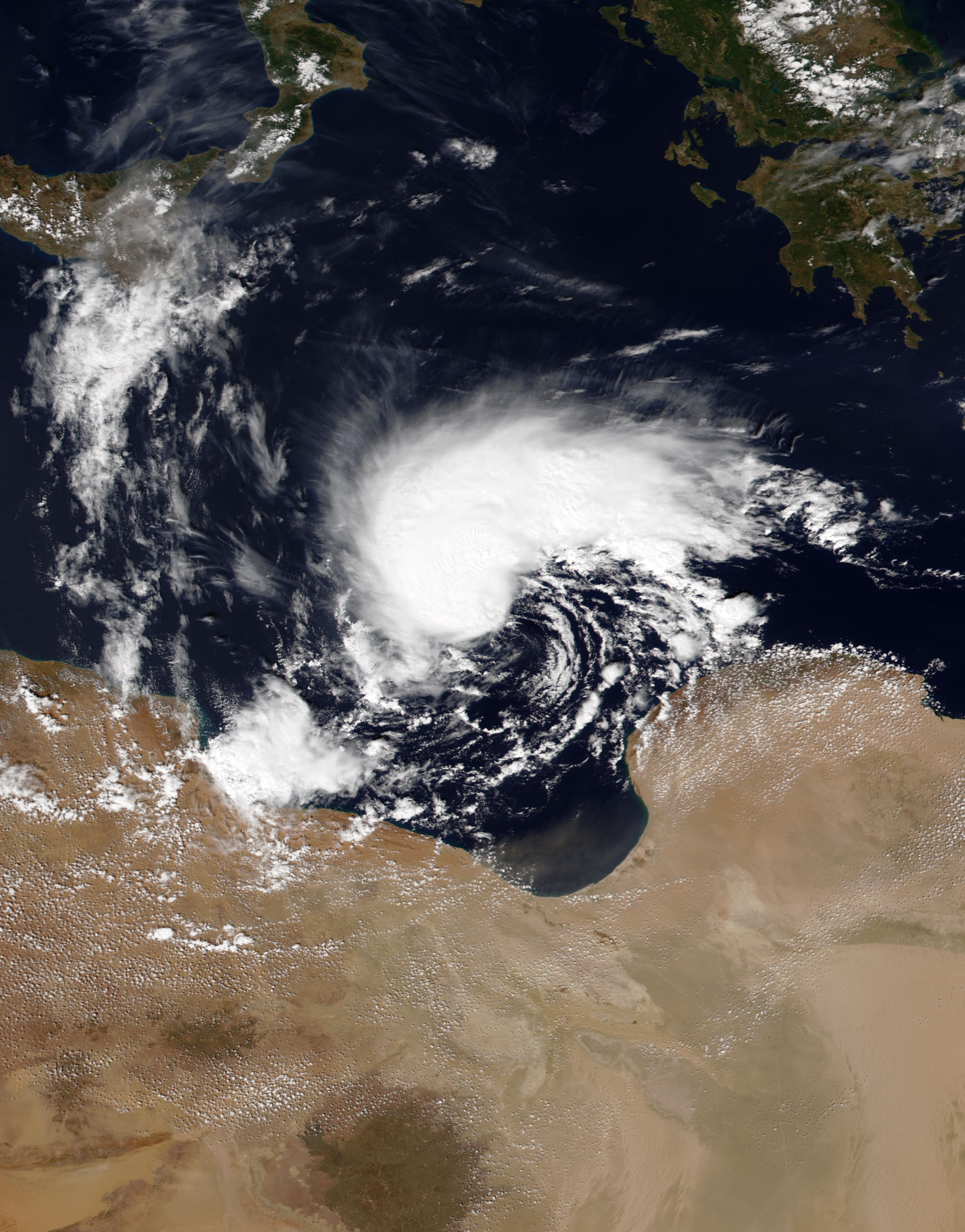
Vue satellite de la tempête Daniel le 9 septembre 2023 au large de la Libye.

Le 10 septembre 2023, la tempête Daniel, après avoir traversé la Méditerranée orientale, touche le nord de la Cyrénaïque en Libye. Les 414 mm de pluie déversés en une journée provoquent de violentes inondations et coulées de boue dans les villes de Derna, Al Marj et la région de Djebel Akhdar. La rupture de deux barrages situés sur l'oued Derna entraîne une inondation extrême à Derna, de l'ampleur d'un tsunami le long de l'oued qui traverse la cité. Plusieurs quartiers sont inondés, des édifices et des ponts détruits, avec une destruction estimée à un quart de la ville. Au moins 11 300 personnes seraient mortes, dont 10 100 portées disparues.